# Rumänische Eishockeyliga 1967/68
Die Saison 1967/68 war die 38. Spielzeit der rumänischen Eishockeyliga, der höchsten rumänischen Eishockeyspielklasse. Meister wurde zum ersten Mal in der Vereinsgeschichte überhaupt Dinamo Bukarest.

## Hauptrunde

### Tabelle
|    | Klub                      | Sp | S  | U | N | T   | GT  | Punkte |
| -- | ------------------------- | -- | -- | - | - | --- | --- | ------ |
| 1. | Dinamo Bukarest           | 24 | 24 | 0 | 0 | 221 | 28  | 48     |
| 2. | Steaua Bukarest           | 24 |    |   |   | 280 | 40  | 42     |
| 3. | Avântul Miercurea Ciuc    | 24 |    |   |   | 143 | 118 | 28     |
| 4. | Agronomia Cluj            | 24 |    |   |   | 134 | 140 | 26     |
| 5. | IPGG Bukarest             | 24 |    |   |   | 63  | 174 | 12     |
| 6. | Avântul Gheorgheni        | 24 |    |   |   | 36  | 228 | 8      |
| 7. | Târnava Odorheiu Secuiesc | 24 |    |   |   | 46  | 215 | 6      |

Sp = Spiele, S = Siege, U = Unentschieden, N = Niederlagen